# 더 라스트 디너 파티
더 라스트 디너 파티(The Last Dinner Party)는 잉글랜드의 인디 록 밴드이다. BBC 사운드 오브 2024 우승자이다.

## 음반 목록
- Prelude to Ecstasy (2024)